# Cantone di Manosque-3
Il Cantone di Manosque-3 è una divisione amministrativa dell'arrondissement di Forcalquier.
È stato creato nell'ambito della riforma approvata con decreto del 24 febbraio 2014, che ha avuto attuazione dopo le elezioni dipartimentali del 2015.

## Composizione
Oltre ad una parte del comune di Manosque il cantone comprende 2 comuni:
- Corbières
- Sainte-Tulle